# Hrodgaud
Hrodgaud lub Rodgand – książę Friuli w latach 774-776.
Prawdopodobnie był już księciem pod rządami króla Dezyderiusza, choć niektóre frankońskie źródła (Einhard) podają, że Karol Wielki osadził go po zdobyciu Pawii.
W 776 zbuntował się przeciwko sewmu panu i, według niektórych, sam ogłosił się królem. Jednakże Karol Wielki ostrzeżony zawczasu o buncie przez papieża Hadriana I, który sam otrzymał ostrzeżenie w liście od Jana patriarchy Grado. Hadrian uważał, że w powietrzu wisi spisek Longobardów i Bizantyjczyków przeciwko Frankom pod przewodnictwem Arechisa II księcia Benewentu, Hildepranda księcia Spoleto i Raginalda księcia Clusium. Stąd Karol szybko przekroczył Alpy i pokonał go, zdobywszy ponownie Friuli i Treviso, gdzie spędził Wielkanoc. Odsunął Hrodgauda od władzy i zastąpił go Marcariusem, a w miastach Friuli umieścił frankońskich hrabiów.